# The Merry-Go-Round
The Merry-Go-Round was een Amerikaanse psychedelische rockband uit Los Angeles. Ze zijn het best bekend van de singer-songwriter Emitt Rhodes en Joel Larson op drums, Gary Kato op leadgitaar en Bill Rinehart op basgitaar. De band liet zich inspireren door bands als The Beatles, The Byrds en The Left Banke voor zijn vocale harmonieën en instrumentale acquisities. Ze gebruikten de stijlen van hun tijdgenoten om hun eigen geluid te creëren.

## Bezetting
- Bill Rinehart[2] (basgitaar)
- Emitt Rhodes[3] (singer-songwriter)
- Gary Kato[4] (leadgitaar)
- Joel Larson[5] (drums)
- Rick Dey[6] (basgitaar)

## Geschiedenis
De band werd geformeerd in de zomer van 1966. Emitt Rhodes had zijn voormalige band The Palace Guard verlaten en begon jamsessies met Gary Kato en vrienden. Binnen enkele weken werden ze vergezeld door Bill Rinehart, voorheen van The Leaves en Joel Larson, voorheen van The Grass Roots. Opgenomen demo's resulteerden in een contract bij A&M Records. Begin 1967 bracht de band hun eerste single Live/Time Will Show the Wiser uit. Live werd een sensatie in Los Angeles en bereikte nummer 63 in de Billboard Hot 100. De volgende single You're a Very Lovely Woman, zeer gearrangeerd en georkestreerd, bereikte slechts nummer 94. A&M Records, die de teleurstellende notering opmerkte, bracht haastig hun debuutalbum uit voordat de gelegenheid voorbij ging. De band bracht hun enige album The Merry-Go-Round uit in november 1967. Het bereikte slechts nummer 190 en kort daarna vertrok Rinehart. Hij werd vervangen door Rick Dey van The Vejtables. Verschillende andere singles, waaronder She Laughed Loud/Had To Run Around, Come Ride, Come Ride/She Laughed Loud, Listen, Listen/Missing You en 'Til the Day After/Highway zou worden uitgebracht in 1967 en 1968, maar slaagden er niet in om zich in de hitlijst te plaatsen. Nadat de belangstelling van de fans voor de band was verdwenen, besloten ze in 1969 te ontbinden.

## Nalatenschap
De Merry-Go-Round traden op tijdens de Fantasy Fair en het Magic Mountain Music Festival in 1967 op beide dagen van het muziekfestival. Ze sloten de show op zaterdag 10 juni en waren de tweede van de showsluiter op zondag 11 juni. Dit muziekfestival is belangrijk omdat het een blauwdruk was voor toekomstige rockconcerten van dezelfde schaal. 
You're a Very Lovely Woman werd in 1971 gecoverd door Linda Ronstadt bij Capitol Records als (She's A) Very Lovely Woman. Live werd gecoverd door The Bangles op hun album All Over the Place uit 1984 en Time Will Show the Wiser werd opgenomen door Fairport Convention op hun debuutalbum in 1968, een nummer dat nog steeds regelmatig wordt gespeeld door Fairport op hun Cropredy Festival. 
Een Best Of-album met 14 nummers werd uitgebracht door Rhino Records in 1985. Een cd met hun enige lp en ander bestaand materiaal werd in 2005 uitgebracht bij Rev-Ola Records. Hun enige album werd in april 2010 opnieuw uitgebracht door Sundazed Records, dat werd geremasterd van originele analoge tapes naar vinyl van hoge kwaliteit.